# 阿齐泽·坦勒库卢
阿齐泽·坦勒库卢（土耳其語：Azize Tanrıkulu，1986年2月9日—），土耳其女子跆拳道运动员。她曾代表土耳其参加2008年夏季奥林匹克运动会跆拳道比赛，获得女子57公斤级银牌。

## 家庭
哥哥巴赫里·坦勒库卢。